# Кожевников, Алексей Михайлович
Алексей Михайлович Кожевников (22 ноября [4 декабря] 1882, Российская империя — 1935, Москва) — российский и советский невропатолог, доктор медицинских наук, профессор.

## Биография
До революции специалист по нейросифилису, приват-доцент. Работал старшим врачом неврологического отделения в Александровской больнице, которая в дальнейшем станет подразделением Института имени А. В. Вишневского. Один из лечащих врачей В. И. Ленина. Заведующий нервным отделением Больницы имени Н. А. Семашко. Похоронен на территории Новодевичьего некрополя.

## Публикации
- Новосёлов В. М. Смерть Ленина. Медицинский детектив. «ЛитРес», 2022. ISBN 5043438584, 9785043438584.